# Главна федерална прокуратура (Бразилия)
 Тази статия е за орган на Главната адвокатура на Бразилия.  За федералния дял на публичното обвинение вижте Федерална прокуратура на Бразилия.  
Главна федерална прокуратура (на португалски: Procuradoria-Geral Federal — PGF) е орган на Главната адвокатура на Бразилия, който осигурява юридическо консултиране и процесуално представителство на автономните федерални агенции (автаркии) и фондации пред националните съдилища. Ръководи се от главен федерален прокурор, който се назначава от президента на Бразилия по предложение на главния адвокат на Съюза..

## Мисия и правомощия
В правомощията на Главната федерална прокуратура е да изпълнява процесуално и извънпроцесуално представителство, юридическо консултиране и подпомагане на 159 федерални автаркии и фондации, както и да осигурява ликвидността и обезпечеността на задълженията, от всякакво естество, присъщи на дейността им, като ги регистрира в Активния дълг на Съюза за целите на събирането им по съдебен или доброволен път..
Мисията на Главната федерална прокуратура е „да защитава обществените политики и интереси чрез правно консултиране и представителство на федералните автаркии и обществени фондации, спазвайки конституционните принципи“

## Организационна структура
I. Ръководни органи:

1. Кабинет на главния федерален прокурор:
  1. Отдел за защита на прерогативите на кариерата Федерален прокурор и на институционалното оповестяване (Divisão de Defesa das Prerrogativas da Carreira de Procurador Federal e de Divulgação Institucional)
2. Департамент за консултиране (Departamento de Consultoria):
  1. Отдел за дисциплинарни дейности (Divisão de Assuntos Disciplinares)
3. Процесуален департамент (Departamento de Contencioso)
  1. Координативен отдел за висшите съдилища (Coordenação de Tribunais Superiores);
  2. Координативен отдел за ориентиране и юридически проучвания (Coordenação de Orientação e Estudos Judiciais)
  3. Координативен отдел за процесуално представителство и съдебни разплащания (Coordenação de Contencioso e Pagamentos Judiciais)
  4. Координативен отдел за стратегически въпроси (Coordenação de Assuntos Estratégicos)
4. Главна координативна служба за събиране и възстановяване на задълженията (Coordenação-Geral de Cobrança e Recuperação de Créditos)
  1. Отдел за управление на активния дълг (Divisão de Gerenciamento da Dívida Ativa)
  2. Отдел за управление на системите за събиране (Divisão de Gerenciamento de Sistemas de Cobrança)
  3. Отдел за управление на приоритетните дела (Divisão de Gerenciamento de Ações Prioritárias)
  4. Отдел за управление на дела за възстановяване и изпълнение на трудови данъци (Divisão de Gerenciamento de Ações Regressivas e Execução Fiscal Trabalhista)
5. Главна координативна служба за личния състав (Coordenação-Geral de Pessoal)
6. Главна координативна служба за планиране и управление (Coordenação-Geral de Planejamento e Gestão)
7. Главна координативна служба за проектите и стратегеческите въпроси (Coordenação-Geral de Projetos e Assuntos Estratégicos)

II. Изпълнителни органи:
1. Регионални федерални прокуратури (Procuradorias Regionais Federais)
2. Федерални прокуратури на щатите (Procuradorias Federais nos Estados)
3. Секционни федерални прокуратури (Procuradorias Seccionais Federais)
4. Представителни офиси (Escritórios de Representação)
5. Федерални прокуратури към автаркиите и публичните федерални фондации (Procuradorias Federais junto às autarquias e fundações públicas federais)[5]